# Bittern Line

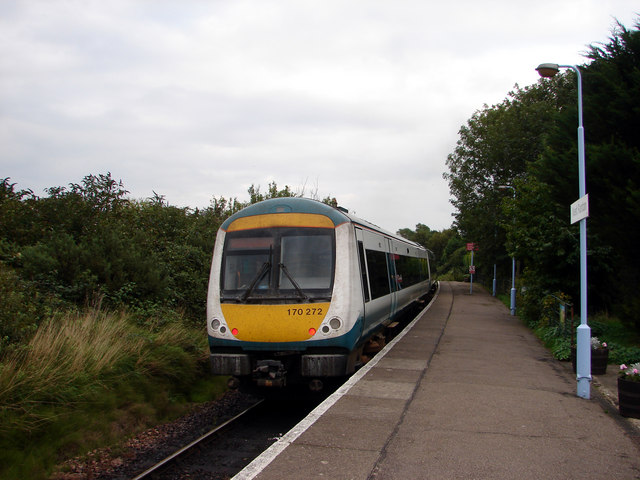

A The Bittern Line é um de ferrovias do Sistema Nacional britânico de ferrovias, que interliga a Sheringham na Norwich, incluindo North Walsham
, Cromer e vários resorts costeiros. A linha é basicamente uma ferrovia suburbana, mas que também atrai passageiros em viagens de negócios ou de lazer.
| operavam       | Localização | trens                                       | Freqüência  |
| -------------- | --- | ------------------------------------------- | ----------- |
| Greater Anglia | Norwich - Salhouse - Hoveton e Wroxham - Worstead - North Walsham - Gunton - Roughton Road - Cromer - West Runton - Sheringham | Class 153, Class 156, Class 170 (raramente) | 1x por hora |